# Canta a la juventud (álbum)
"Canta a la Juventud" o también llamado "Roberto Carlos Canta a la Juventud" es el cuarto álbum de estudio del cantautor brasileño Roberto Carlos, y es el primer álbum que graba para el mercado hispano hablante de toda su carrera; las grabaciones de dicho álbum se llevaron a cabo en Argentina.
En este álbum se destacan los temas Es Prohibido Fumar, Rosa, Rosita, y principalmente Mi Cacharrito (Road Hog)

## Su antecesor (É Proibido Fumar)[1]
En 1964, el LP É Proibido Fumar (respaldado por los Youngsters) tuvo éxitos con la canción principal (de Carlos/Erasmo) y con la versión de Erasmo de "Road Hog" (Gwen/John D. Loudermilk), "O Calhambeque". Vendió casi 12.000 copias en 18 meses y se consideraba de gran venta en ese entonces. Lógicamente, se repetiría ese mismo éxito en español.

## Problemas de distribución en Brasil[3]
Ese año (1964), Carlos grabó el mismo repertorio en español, también con el acompañamiento de los Jóvenes, y a finales de 1964 se editó en Argentina el disco Es Prohibido Fumar. Se planeó distribuirlo también en Brasil, pero como el gobierno militar consideraba que cualquier cosa en español (el idioma de Fidel Castro y Che Guevara) era peligrosa para el país, la compañía discográfica simplemente sacó el álbum del catálogo.

## Lista de canciones[4]
Cabe resaltar que el álbum presenta el mismo repertorio y el mismo orden de las pistas del álbum "É Proibido Fumar" (1964):
- 1. Es Prohibido Fumar (É Proibido Fumar)
- 2. Un Leon Se Escapó (Un Leão Está Solto Nas Ruas)
- 3. Rosa, Rosita (Rosinha)
- 4. La Chica Del Gorro (Broto do Jacaré)
- 5. Júrame (Jura-me)
- 6. Mi Gran Amor (Meu Grande Bem)
- 7. Mi Cacharrito (Road Hog)[5]
- 8. Mi Historia De Amor (Minha História de Amor)
- 9. Naci Para Llorar (Born To Cry)
- 10. Amapola (Amapola)
- 11. Loco No Soy Más (Louco Não Estou Mais)
- 12. Desamarra Mi Corazón (Unchain My Heart)